# Takaoka Muneyasu
Takaoka Muneyasu (高岡宗泰, né en 1255 et décédé le 13 août 1326) est un shugodai de la province d'Oki durant l'époque de Kamakura de l'histoire du Japon. Il est le fondateur du clan Takaoka dans la province d'Izumo.
Takaoka Muneyasu est le huitième fils de Sasaki Yasukiyo Sa mère est la fille de Kasai Kiyochika et il est le frère cadet d'Enya Yoriyasu. Il a deux enfants, Tahō-maru (mort jeune) et Takaoka Muneyoshi (fils adopté).
Son nom d'origine est Minamoto no Muneyasue et ses pseudonymes Takaoka Hachirō ou Sasaki Hachirō. Son épouse est du clan Ii (province d'Izumo). Son rang officiel est Saemonnojyō. L'emblème de sa famille est Hana-wachigai (Shippō-ni-hanakaku).

## Brève histoire
En raison de l'attaque des Mongols en 1274 (ère Kōchō 11 décembre du calendrier lunaire), il s'engage dans la défense contre les étrangers (Ikoku-keigo ban-yaku) et se rend sur la côte de Kurosaki dans la province de Chikuzen.
Il est nommé gouverneur de la province d'Oki en 1277 (ère Kenji 3 avril) (ou gouverneur de la province d'Oki selon une autre théorie).
Lorsque Hōjō Munekata se rebelle (guerre Kakitsu) en 1305 (ère Kagen 3), il attaque les rebelles en fuite sur ordre du shōgun.
Il meurt à l'âge de 71 ans le 13 août (ère Karyaku 1). Son nom posthume bouddhiste est « Kakunen ».

## Source de la traduction
- (en) Cet article est partiellement ou en totalité issu de l’article de Wikipédia en anglais intitulé « Takaoka Muneyasu » (voir la liste des auteurs).